# アルバート・ウェデマイヤー
アルバート・コアディ・ウェデマイヤー（Albert Coady Wedemeyer, 1897年7月9日-1989年12月17日）は、アメリカ陸軍の軍人、最終階級は大将。
第二次世界大戦後期の中国戦線およびビルマの戦いにおいて米陸軍と国民革命軍を指揮し、日本軍と対峙。大戦後の冷戦期では、ベルリン封鎖に対する空輸作戦の主要な支持者となり、反共主義者の大物の一人としてもてはやされた。

## 生涯

### 前半生
アルバート・コアディ・ウェデマイヤーは1897年7月9日に、ネブラスカ州オマハに生まれる。クレイトン高等学校を経て陸軍士官学校（ウェストポイント）に進み、1919年に卒業。1936年から1938年にかけてはドイツ国に派遣され、ベルリンのプロシア陸軍大学校に留学する。ベルリン時代のウェデマイヤーはドイツ国防軍の演習を見学し、そこでの戦術的な動きのいくつかが、ウェデマイヤーに「ユニークな形」で影響を与えることとなった。1938年に任期を終えてワシントンD.C.に戻ったあと、さっそくドイツの戦略の分析に取りかかり、戦略目標の研究を行った。この時点でのウェデマイヤーは、アメリカ陸軍内におけるドイツ戦術研究の権威とみなされていたジョージ・マーシャル少将の熱心な学生の一人であった。ウェデマイヤーはまた、戦争計画局副主任で義理の父にあたるスタンリー・エンビック中将の後ろ盾もあって、将来のキャリア育成が保障された。1939年の第二次世界大戦勃発後、ウェデマイヤーは中佐に昇進し、陸軍省戦争計画部門の責任者となった。大戦3年目の1941年には、ヨーロッパ戦線におけるドイツ国防軍の敗北を予見し、アメリカの戦争計画を拡大すべきと提唱した『勝利計画（Victory Program）』の主要な著者となった。のちのノルマンディー上陸作戦に発展した計画も、ウェデマイヤーが大筋で計画したものだった。

### ビルマおよび中国の戦い

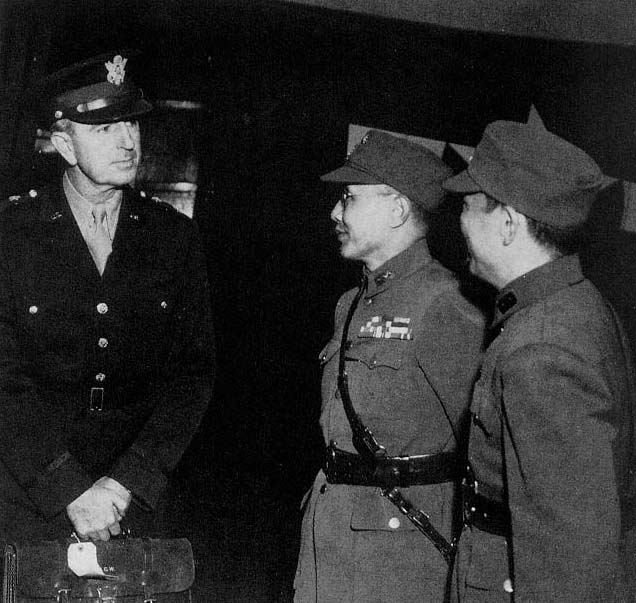
ウェデマイヤーと何応欽ら国民革命軍将官。重慶にて（1944年10月）。

1943年、ウェデマイヤーは東南アジア戦線に赴き、東南アジア連合軍総司令官であるイギリス海軍中将ルイス・マウントバッテン伯爵のもとで参謀の一人に選任される。
1944年10月27日、ウェデマイヤーは陸軍参謀総長となっていたマーシャルから、「ジョセフ・スティルウェルに代わって中国戦線のアメリカ軍の指揮を執れ」との電報を受け取った。スティルウェルの後任という新しい任務では、蔣介石大元帥の参謀長も兼ねることとなった。マーシャルからの電報では他に、国民政府要人としてのウェデマイヤーが特別に行ってもよい任務と禁止事項が記されていた。ウェデマイヤーは、中国戦線での任務は、軍事と外交両面におけるアメリカ要人の「墓場」であると考えていたふしがあり、初期のころは任務について不安があった。実際、ウェデマイヤーがスティルウェルとの事務引継ぎのためにスティルウェルの司令部の入ったところ、スティルウェルがウェデマイヤーと面会することなく司令部を去ったことを知って落胆した。通常、司令官交代の際には後任司令官に対して、状況説明や作戦計画、配下の長所および短所などを徹底的に教え込むことが習慣的になっていたが、この時ばかりは、その習慣が一切なかった。ウェデマイヤーは司令部を徹底的に調査したものの、スティルウェルの下で作成されたであろう作戦計画など一切の記録を見つけることはなかった。そこでウェデマイヤーは、スティルウェルの情報将校に話を聞くことにしたが、将校の言から少しばかりのことが分かった。スティルウェルは、計画書でも何でもかんでも「お尻のポケット」にしまいこんでいた、ということだった。
ウェデマイヤーは中国・ビルマ・インド戦線にたずさわっている間、国民革命軍が日本軍へ積極的な圧力をかける気を奮い起こさせるために、さまざまなことを試した。ヒマラヤ山脈越えの輸送作戦である「ハンプ越え」の規模拡大に尽力し、また「ハンプ越え」に使用する輸送機も新型に差し替えた。スティルウェル以来続けられていた国民革命軍の近代化も継続された。しかし、ウェデマイヤーのこうした努力も、スティルウェル時代からの国民革命軍内の摩擦、すなわち中国共産党に組する分子からの断続的な妨害があって、完全に成功と言えるレベルには達し得なかった。ウェデマイヤーの奔走は中国国内のアメリカ陸軍航空軍、すなわちクレア・リー・シェンノート中将率いる第14空軍および、中国大陸から日本、満州国および日本軍要地へのB-29の爆撃作戦であるマッターホルン作戦の主軸である第20空軍に対しても行われた。
戦争終結直後の1945年8月20日、B-29を朝鮮上空に飛行させ、米軍がソウルに進駐するという内容のビラを散布させた。同年12月7日、ウェデマイヤーは連合国軍最高司令官ダグラス・マッカーサー元帥および太平洋艦隊司令長官兼太平洋戦域司令官レイモンド・スプルーアンス海軍大将と会談を行い、満州と華北に6つ以上の国民党軍を展開させるよう、統合参謀本部に提言を行った。三者はまた、「中国に対するアメリカの支援として、統一と民主化の浸透を図るため、アメリカの駐華大使をその窓口として活用すべき」という意味のことを示唆した。これら、日本軍が退散したあとの国共合作に関する問題は、1949年から1951年にかけてアメリカで討議されていた「失われた中国（Who lost China）」問題の中心テーマとなった。これに先立つ1945年7月10日、ウェデマイヤーはマーシャルに、以下のような手紙を送って警告とした。
ウェデマイヤーは司令官の立場から、上述の手紙を長期的観測に基づく警告として送ったわけであるが、結局は警告は生かされなかった。実際に「無敗」の日本軍が撤退してのち国共合作は1946年に瓦解した。ウェデマイヤーは後々までも、「統一には反対していたのだ」と他人に話していた。ウェデマイヤーは1946年に中国から去った。

## 戦後の経歴
中国から帰国したウェデマイヤーは陸軍計画作戦部長に就任し、中将に昇進後の1947年7月にはハリー・S・トルーマン大統領の命を受けて中国と大韓民国に派遣され、「政治、経済、民情および軍事」の4つの状況について調査させた。その成果はのちに『ウェデマイヤー報告書（Wedemeyer Report）』として上梓され、アメリカ軍の訓練と国民党軍への支援を強調する内容となった。1948年には、ベルリン封鎖に風穴を開けるためのルーシャス・クレイ大将の計画立案をサポート。共産党が国民党を台湾に追って中華人民共和国が成立した1949年以降は前述の経歴から、いわゆるチャイナ・ロビーの一人に位置づけられた。「失われた中国」の討議の真っ最中であった1951年に中将で退役するが、1954年7月19日に四つ星の大将に名誉昇進した。
朝鮮戦争勃発の翌年である1951年、ジョセフ・マッカーシー上院議員は、ウェデマイヤーが「アメリカが中華民国の重要な盟友であり続けるための賢明な計画」を準備していたが、それが妨害されたことを明らかにし、「計画を妨害した邪悪なる天才を我々は知っている」と続け、最後にマッカーシーは「邪悪なる天才」の中にマーシャルが含まれていることを暴露した。こうしたことから、ウェデマイヤーは以後アメリカにおける反共活動の英雄の一人に祀り上げられ、アメリカ各地で講演活動を行った。1957年には空中現象に関する国家調査委員会のメンバーとなった。1985年5月23日、87歳のウェデマイヤーはロナルド・レーガン大統領より大統領自由勲章が授けられた。
ウェデマイヤーは1951年に引退後、メリーランド州ボイズにある古い邸宅「フレンズ・アドヴァイス」を購入し、長らく住んだ。ウェデマイヤーは1989年12月17日、バージニア州フォートベルヴォアにおいて92歳で亡くなった。「フレンズ・アドヴァイス」はウェデマイヤーの死から3年後の1992年にアメリカ合衆国国家歴史登録財に指定された。

## 逸話
「ウェデマイヤーについて話を一つ。あるイギリスの将軍は大きな発見をした。ウェデマイヤーが話す「スケジュール（schedule）」が、すべてのアメリカ人が "skedule" と発音するのとは違い、ウェデマイヤーはそう発音しなかった。将軍は「どこでそのように話すと学んだのか？」と尋ねた。ウェデマイヤーはこう答えた。「「学校（School）」からそのことと学んだに違いない」と。」